# Rodrigue Mugaruka Katembo
Rodrigue Mugaruka Katembo est un garde forestier congolais. Il est connu pour son engagement pour la protection du Parc national des Virunga. 

## Biographie
Rodrigue Mugaruka Katembo est né en 1976 dans la province du Sud-Kivu. Il a été enrôlé comme enfant-soldat, à l'âge de 14 ans, après l'assassinat de son frère.
Il a risqué plusieurs fois sa vie en luttant contre la corruption et en défendant le parc contre les braconniers.
En 15 ans, de 2010 à 2015, 160 gardes forestiers ont été assassinés au cours de leurs patrouilles dans le parc. 
En 2013, il a été arrêté et torturé par des milices, pour s'être opposé aux projets de forages pétroliers menés par la compagnie SOCO International.  Libéré ensuite , il a continué son combat contre la corruption jusqu'à ce que la compagnie pétrolière soit démise de ses droits de prospection en 2015. 
L'action de Rodrigue Mugaruka a été reprise en partie dans le reportage Virunga.

## Distinction
Rodrigue Mugaruka Katembo est l'un des six lauréats 2017 du Prix Goldman de l'Environnement. 